# Synoden von Aachen (816–819)
In den Synoden von Aachen zwischen 816 und 819 wurden wegweisende Regelungen für das monastische Leben im fränkischen Reich getroffen. Zum einen wurde die Regula Benedicti zur allgemeingültigen Norm für Mönchs- und Nonnengemeinschaften erklärt und zum anderen wurden das monastische Leben von dem der Kanoniker geschieden. Für letztere und für Kanonissen wurden eigene Regeln (Institutiones Aquisgranenses) erlassen. Die Synoden 817, 818 und 819 vollendeten die Reformen. Dort wurden unter anderem das Verhältnis der kirchlichen Einrichtungen zum König geklärt.

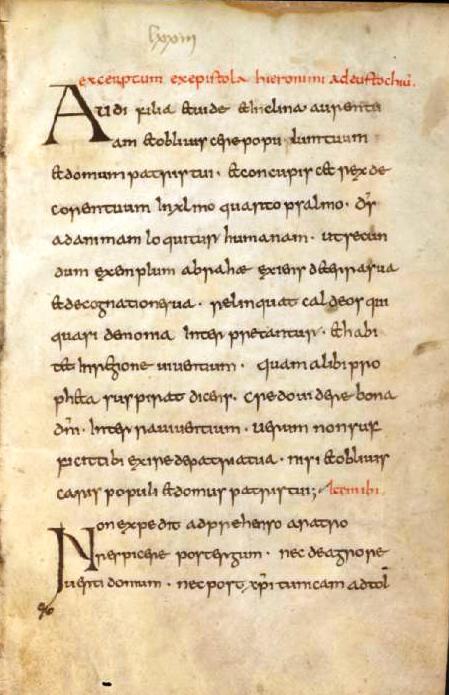
Handschrift der auf dem Konzil von Aachen beschlossenen Kanonissenregel (Dombibliothek Würzburg M.p.th.q.25 Concilium Aquisgranense a. 816. Institutio sanctimonialium Aquisgranensis)

## Vorgeschichte
Das monastische Leben spielte im fränkischen Reich eine wichtige Rolle im geistlichen und geistigen Leben. Die Gemeinschaften hatten wichtige Aufgaben im kirchlichen Leben. Sie waren aber auch bedeutend für die wirtschaftliche und geistige Einbeziehung neuer Territorien, wie Sachsen, in das Reich. Einige Klöster waren zudem eng mit dem Herrscherhaus verbunden.
Die Gemeinschaften waren indes nicht einheitlich organisiert. In den Jahrhunderten zuvor dominierten Mischregeln (regula mixta). Selbst in der Abtei Montecassino wurde nach der Wiedergründung im 8. Jahrhundert eine solche Mischregel eingeführt. Im Frankenreich war die Benediktsregel nicht selten mit der Columbans vermischt worden. Zudem entwickelten sich neben den Mönchs- und Nonnengemeinschaften Gemeinschaften von Kanonikern und Kanonissen. Zwischen beiden Grundtypen von Gemeinschaften gab es auch Mischungen.
Karl der Grosse begann mit der Admonitio generalis von 789 das monastische Leben zu regeln. Unter anderem wurde festgelegt, dass die Beachtung der Benediktsregel zentral für die Gemeinschaften sein sollte. Die Beschlüsse einer Synode in Aachen 802 knüpften daran an. Es folgten Visitationen der Gemeinschaften. Ein Hoftag in der zweiten Hälfte des Jahres legte fest, dass die Regula Benedicti zukünftig die einzig verbindliche Lebensform sein sollte. Dennoch gab es weiterhin zahlreiche Klöster mit anderen Regeln.

## Verlauf
Ludwig der Fromme beauftragte Benedikt von Aniane bald nach seinem Herrschaftsantritt damit, die Durchsetzung der Benediktsregeln im Reich voranzutreiben. Der Kaiser berief für den August 816 eine Reichssynode nach Aachen. Hauptthemen waren die Reform des monastischen Lebens und die Regelung des Lebens der Kanoniker. Der Synode waren wohl intensive Vorbereitungen vorausgegangen. Es hat offenbar eine Liste der zu behandelnden Themen gegeben, die von Benedikt von Aniane zusammengestellt worden waren.
Laut dem kaiserlichen Kapitular, in dem die Ergebnisse publiziert worden waren, fanden die Verhandlungen in der Aachener Königspfalz statt. Danach hätten Äbte und Mönche daran teilgenommen. Tatsächlich war aber auch der Kaiser persönlich anwesend. Er hat sogar in die Debatten eingegriffen. Auch Bischöfe und weltliche Große nahmen teil. Eine Liste der Teilnehmer existiert nicht. Unter den Teilnehmern waren Hetti von Trier und Adalhoh von Straßburg, wahrscheinlich auch Hildebold von Köln als Erzkaplan. Magnus von Sens und Agobard von Lyon verließen die Versammlung vorzeitig. Von den Äbten war unter anderem Ando von Stablo-Malmedy in Aachen. Es war wohl auch Helysachar von St. Maximin in Trier anwesend, war er doch gleichzeitig Leiter der kaiserlichen Kanzlei. Auch Ratgar von Fulda dürfte dabei gewesen sein, war man in dieser Abtei doch sehr gut über die Ergebnisse informiert.

### Monastische Lebensweise
Über den Verlauf der Synode gibt es nur wenige Hinweise. Ein zentraler Punkt war die Orientierung des monastischen Lebens an der Regula Benedicti. So bedeutend die Rolle Benedikts von Aniane auch war, hat er sich nicht immer mit seiner Position durchsetzen können. Ein Streitpunkt war die beabsichtigte Durchsetzung der liturgischen Praxis nach Vorbild Benedikts von Nursia in den Klöstern. Dagegen wandten sich die Bischöfe, die keine Abweichung von der römischen Liturgie dulden wollten. Schließlich kam es zu einem Kompromiss in dieser Sache. Streit gab es auch um die Behandlung des Besitzes von Novizen. Sollten diese an das Kloster fallen oder der Familie zurückgegeben werden? Auch in anderen Detailfragen gab es Diskussionen.
Im Kern aber spielte Benedikt von Aniane eine maßgebliche Rolle. Er erläuterte den Teilnehmern die Regula Benedicti, klärte Zweifel und wies Irrtümer in der Auslegung zurück. Alles, was mit der Regel vereinbart war, hieß er gut. Er setzte durch, dass die benediktinische Regel zur allgemeinen Norm für das monastische Leben im fränkischen Reich wurde. Die in Aachen getroffenen Beschlüsse weisen dabei in einigen Punkten Abweichungen von der ursprünglichen Regel auf. Dabei handelte es sich meist um in den vorangegangenen Jahrhunderten verfestigte Traditionen. Selbst Benedikt von Aniane wagte nicht mit der Tradition radikal zu brechen und so wurden einige fremde Elemente beibehalten. Benedikt von Aniane versuchte aber mit den von ihm durchgesetzten Bestimmungen der ursprünglichen Regel so nahe wie möglich zu kommen.
Insgesamt war die Durchsetzung der Benediktsregel ein bedeutender Schritt. Dies wird teilweise als eigentlicher Beginn des Benediktinerordens angesehen. Auch alle Ordensgründungen in den folgenden Jahrhunderten orientierten sich im Prinzip an dieser Regel. Erst die Regeln der Bettelorden des 13. Jahrhunderts standen nicht mehr auf dieser Basis.

### Kanoniker und Kanonissen
Ein weiterer wichtiger Aspekt war die gegenseitige Abgrenzung von Mönchen und Kanonikern, um die Durchmischung beider Lebensformen, die im 8. Jahrhundert begonnen hatte, zu beenden. Auch hierfür gab es seit längerem Ansätze, die aber keinen durchschlagenden Erfolg hatten. Im Raum Metz hat die Regel Chrodegangs die Normierung schon vorweggenommen. In Aachen forderte Ludwig der Fromme, das aus den alten Schriften die Normen für das Zusammenleben der Kanoniker gesammelt werden sollten. Einige Bischöfe waren zwar von der Notwendigkeit nicht überzeugt, dennoch hat man eine solche Sammlung erstellt, die von der Versammlung beschlossen wurde. Es wurde eine Regel für Kanoniker (Institutio canonicorum) und eine für Kanonissen (Institutio sanctimonitalium) beschlossen.
Die Kanoniker sollten gemeinsame Gottesdienste mit Chorgebet feiern und ein Gemeinschaftsleben in einem abgeschlossenen Areal pflegen. Dabei sollte es einen gemeinsamen Schlafraum und einen Speiseraum geben. Im Gegensatz zu den Mönchen und Nonnen durften die Kanoniker persönliches Eigentum besitzen, auch wenn für sie das Ideal der persönlichen Armut galt. Insbesondere legten sie keine lebenslangen Gelübde ab. An der Spitze der Gemeinschaften von Kanonikern sollten Pröpste stehen. In vieler Hinsicht ähnlich wurde das Leben der Kanonissen geregelt. Ihre Gemeinschaften wurden von Äbtissinnen geführt.
Die Lebensform des Stifts wurden 816 und 817 eigentlich erst begründet. In der Praxis war in den folgenden beiden Jahrhunderten oft unklar, ob es sich um ein Damenstift oder ein Nonnenkloster handelte.

### Abschluss und Veröffentlichung
Die Beratungen waren angesichts der zahlreichen zu regelnden Bereiche des monastischen Lebens nicht einfach und sie dauerten längere Zeit an, bis die Teilnehmer ihre Beschlüsse in 36 canones zusammengefasst hatten und sie dem Kaiser zur Bestätigung vorlegen konnten. In einem Kapitular vom 23. August 816 wurde dieses veröffentlicht und damit für das Reich verbindlich gemacht. Daneben haben verschiedene Teilnehmer noch vor der endgültigen Verabschiedung Teilergebnisse publiziert. Die Durchsetzung beziehungsweise die Kontrolle der Umsetzung erfolgte im Laufe des folgenden Jahres durch Königsboten und durch kirchliche Beauftragte. Insbesondere die Erzbischöfe waren daran beteiligt.

## Synoden 817–819
Die Synode von 817 knüpfte an die Beratungen des Vorjahres an. Beschlossen wurde am 10. Juli ein Capitulare monasticum, dass auch die Beschlüsse des Vorjahres enthält. An der Wende der Jahre 818 und 819 fand eine weitere Synode in Aachen statt. Diese brachte die monastischen Reformen zu einem Abschluss. Parallel dazu fand ein Reichstag statt. Geklärt wurde unter anderem das Verhältnis von Herrscher und Kirche. Klöstern und Bistümern wurde das Wahlrecht zugestanden, doch der König hatte das Konsens- und Einsetzungsrecht. Leiter von Kanonikerstiften durfte er weiterhin ernennen. Auch festgeschrieben wurden die Leistungen der kirchlichen Einrichtungen für das Reich.
Insgesamt bedeuteten die Regelungen ein Ende der Vielfalt früherer Lebensformen zu Gunsten einheitlicher Standards. Einheitliche Strukturen stärkten die Reichskirche und förderten die Reichseinheit.